# 维尔费斯多夫
维尔费斯多夫是奥地利下奥地利州米斯特尔巴赫县的一个市镇。总面积30.45平方公里，总人口2016人，人口密度66.2人/平方公里（2005年）。